# Пономаренко, Георгий Петрович
Георгий Петрович Пономаренко (1903 — ?) — советский гидрофизик, лауреат Сталинской (1951 год) и Государственной премий СССР (1970 год).

## Биография
В 1923—1925 гг. работал учителем в школе.
Окончил Дальневосточный университет (1930) и аспирантуру Всесоюзного НИИ морского рыбного хозяйства и океанографии в Москве.
В 1930—1931 гг. — в РККА. В 1931—1932 гг. научный сотрудник Дальневосточного геофизического института. В 1936—1941 гг. — в Тихоокеанском НИИ морского рыбного хозяйства и океанографии (ТИНРО), первый заведующий лабораторией гидрологии.
В 1941—1946 гг. служил в ВМФ, инженер-капитан Центрального института прогнозов ГУ гидрометеослужбы СССР.
В 1946—1956 гг. — в Институте океанологии АН СССР, учёный секретарь.
С 1956 г. — старший научный сотрудник Морского гидрофизического института (в 1961 г. передан АН УССР, в 1963 г. перебазирован в Севастополь). С 1958 года заведующий лабораторией морской гидрологии. В последующем — заместитель директора института.
В 1959 году руководил экспедицией научно-исследовательского судна «Михаил Ломоносов», включил в план работ измерение скоростей на глубине до 300 метров в экваториальных районах, в результате чего было обнаружено подводное течение, названное течением Ломоносова.
Кандидат физико-математических наук (1936). Старший научный сотрудник (1946).

## Награды и звания
- Сталинская премия 2 степени (1951 год) — за океанологические исследования.
- Государственная премия СССР (1970 год) — за экспериментальные и теоретические исследования течения Ломоносова и системы пограничных течений тропической Атлантики.
- Медаль «За победу над Германией в Великой Отечественной войне 1941—1945 гг.».

## Научные труды
- Пономаренко Г. П. О течениях в заливе Петра Великого: отчет о НИР / ТИНРО. Инв. № 1640. — Владивосток, 1937. — 7 с.
- Колесников А. Г., Богуславский С. Г., Григорьев Г. Н., Пономаренко Г. П., Саркисян А. С., Фелъзенбаум А. И., Хлыстов Н. З. Открытие, экспериментальное исследование и разработка теории течения Ломоносова / Отв. ред. акад. А. Г. Колесников. Севастополь: МГИ АН УССР, 1968. 243 с.
- Пономаренко Г. П. Изучение течений Атлантического океана в шестом рейсе НИС «М. Ломоносов» // Труды Морского гидрофизического института. 1962. Т. XXV. С. 17-47.
- Пономаренко Г. П. История открытия на экваторе Атлантического океана мощного подповерхностного течения, названного именем великого русского ученого М. В. Ломоносова // Вопросы физики моря / МГИ АН УССР. Отв. ред. Р. Н. Иванов, Л. А. Корнева. Т. 37. К.: Наукова думка, 1966. С. 134—140.
- Гидрологические и гидрохимические исследования в тропической зоне Атлантического океана : сборник статей / Академия наук УССР ; ред. Г. П. Пономаренко. — Киев : Наукова думка, 1965. — 147 с. : карты.